# Baciu
Baciu é uma comuna romena localizada no distrito de Cluj, na região histórica da Transilvânia. A comuna possui uma área de 87.51 km² e sua população era de 8393 habitantes segundo o censo de 2007.